# Pawłówka (Lublin)
Pour les articles homonymes, voir Pawłówka.
Pawłówka (prononciation [paˈvwufka]) est un village de la gmina de Rachanie, du powiat de Tomaszów Lubelski, dans la voïvodie de Lublin, situé dans l'est de la Pologne.
Il se situe à environ 2 kilomètres au sud de Rachanie (siège de la gmina), 12 kilomètres au nord-est de Tomaszów Lubelski (siège du powiat) et 107 kilomètres au sud-est de Lublin (capitale de la voïvodie).
Le village compte une population de 362 habitants.

## Administration
De 1975 à 1998, le village est attaché administrativement à l'ancienne voïvodie de Zamość.

Depuis 1999, il fait partie de la nouvelle voïvodie de Lublin.